# Best! Morning Musume 1
Albums de Morning Musume
3rd -Love Paradise-
(29 mars 2000) 4th Ikimasshoi!
(27 mars 2002)
Bandes originales par Morning Musume
Pinch Runner
(5 juillet 2000) Love Century
(1er août 2001)
Singles
1. Happy Summer Wedding
Sortie : 17 mai 2000
2. I Wish
Sortie : 6 septembre 2000
3. Renai Revolution 21
Sortie : 13 décembre 2000

Best! Morning Musume。1 (ベスト！モーニング娘。１, "one" étant prononcé à l'anglaise) est le premier album compilation de singles du groupe de J-pop Morning Musume, sorti en 2001.

## Présentation
L'album Best! Morning Musume 1 sort le 31 janvier 2001 au Japon sur le label zetima. Il est écrit, composé et produit par Tsunku, sauf le dernier titre Ai no Tane. Il atteint la première place du classement des ventes de l'Oricon, et reste classé pendant 33 semaines, pour un total de 2 259 510 exemplaires vendus durant cette période. Il restera l'album le plus vendu du groupe et de l'ensemble du Hello! Project. Les premières éditions du disque incluent un boitier cartonné et un mini-jeu de l'oie à l'effigie du groupe. L'album sort aussi au format vinyle sur deux disques deux mois plus tard, le 28 mars 2001.
La compilation contient dans le désordre les chansons-titres des douze premiers singles du groupe, sortis de 1997 à 2000, incluant son premier single en indépendant Ai no Tane. Elle contient en plus les titres Never Forget ("face B" du single Memory Seishun no Hikari), Dance Suru no Da! (extrait du précédent album 3rd -Love Paradise-), et un titre inédit : Say Yeah! ~Motto Miracle Night~ ; ce dernier sera repris en 2004 par les sous-groupes Morning Musume Sakuragumi et Otomegumi sur leurs second singles respectifs Sakura Mankai et Yūjō ~Kokoro no Busu ni wa Naranee!~.
Les chansons-titres des trois derniers singles d'alors (Happy Summer Wedding, I Wish, et Renai Revolution 21 dans sa version originale) n'apparaissent que sur cet album, et ne figureront pas sur des albums originaux. Une seconde compilation contenant les singles suivants sortira en 2004.

## Formation
Membres du groupe à la sortie de l'album, figurant en couverture :
- 1re génération : Yuko Nakazawa, Kaori Iida, Natsumi Abe (tous titres)
- 2e génération : Kei Yasuda, Mari Yaguchi (tous titres sauf n°10 et 15)
- 3e génération : Maki Goto (titres n°1, 3, 5, 6, 7, 12, 13)
- 4e génération : Rika Ishikawa, Hitomi Yoshizawa, Nozomi Tsuji, Ai Kago (titres n°5, 6, 7, 12)

Ex-membres présentes sur certains titres (figurant discrètement en couverture) :
- Aya Ishiguro (titres n°1, 2, 4, 8, 9, 10, 11, 14, 15)
- Asuka Fukuda (titres n°2, 4, 8, 10, 14, 15)
- Sayaka Ichii (titres n°1, 2, 3, 4, 5, 8, 9, 11, 13, 14)

## Liste des pistes
Toutes les chansons sont écrites et composées par Tsunku, sauf n°15 écrite par Kenzō Saeki et composée par Tetsutarō Sakurai.
| 1.  | Love Machine (Loveマシーン)                                         | 7e single                                         |  |
| 2.  | Daite Hold On Me! (抱いてHold on Me!)                               | 3e single                                         |  |
| 3.  | Koi no Dance Site (恋のダンスサイト)                                | 8e single                                         |  |
| 4.  | Summer Night Town (サマーナイトタウン)                              | 2e single                                         |  |
| 5.  | Happy Summer Wedding (ハッピーサマーウエディング)                   | 9e single                                         |  |
| 6.  | I Wish (I WISH)                                                     | 10e single                                        |  |
| 7.  | Renai Revolution 21 (恋愛レボリューション21)                        | 11e single                                        |  |
| 8.  | Memory Seishun no Hikari (Memory～青春の光～)                       | 4e single                                         |  |
| 9.  | Manatsu no Kōsen (真夏の光線)                                       | 5e single                                         |  |
| 10. | Morning Coffee (モーニングコーヒー)                                 | 1er single ("major")                              |  |
| 11. | Furusato (ふるさと)                                                 | 6e single                                         |  |
| 12. | Say Yeah! ~Motto Miracle Night~ (Say Yeah!～もっとミラクルナイト～) | Titre inédit                                      |  |
| 13. | Dance Suru no Da! (Danceするのだ!)                                  | de l'album 3rd -Love Paradise-                    |  |
| 14. | Never Forget                                                        | Face B du 4e single                               |  |
| 15. | Ai no Tane (愛の種)                                                 | Single indépendant / face B du 1er single "major" |  |

| A1. | Love Machine (Loveマシーン)                                         | 7e single                                         |  |
| A2. | Daite Hold On Me! (抱いてHold on Me!)                               | 3e single                                         |  |
| A3. | Koi no Dance Site (恋のダンスサイト)                                | 8e single                                         |  |
| A4. | Summer Night Town (サマーナイトタウン)                              | 2e single                                         |  |
| B1. | Happy Summer Wedding (ハッピーサマーウエディング)                   | 9e single                                         |  |
| B2. | I Wish (I WISH)                                                     | 10e single                                        |  |
| B3. | Renai Revolution 21 (恋愛レボリューション21)                        | 11e single                                        |  |
| B4. | Memory Seishun no Hikari (Memory～青春の光～)                       | 4e single                                         |  |
| C1. | Manatsu no Kōsen (真夏の光線)                                       | 5e single                                         |  |
| C2. | Morning Coffee (モーニングコーヒー)                                 | 1er single ("major")                              |  |
| C3. | Furusato (ふるさと)                                                 | 6e single                                         |  |
| C4. | Say Yeah! ~Motto Miracle Night~ (Say Yeah!～もっとミラクルナイト～) | Titre inédit                                      |  |
| D1. | Dance Suru no Da! (Danceするのだ!)                                  | de l'album 3rd -Love Paradise-                    |  |
| D2. | Never Forget                                                        | Face B du 4e single                               |  |
| D3. | Ai no Tane (愛の種)                                                 | Single indépendant / face B du 1er single "major" |  |